# Тагути, Гэнъити
Гэнъити Тагути (яп. 田口 玄一 Тагути Гэнъити, 1 января 1924 — 2 июня 2012) — японский инженер и статистик.

## Биография
Родился в городе Токамати японской префектуры Ниигата.

## Исследования
С конца 1940-х годов занимался совершенствованием промышленных процессов и продукции. В 1950-е годы развивал методологию математической статистики. Статистические методы напрямую связывал с оптимизацией процессов производства и качеством продукции. Тагути называет свою концепцию «инжиниринг качества». Методы Тагути относятся к статистике и операциям планирования эксперимента и контроля качества. Оказал огромное влияние на развитие промышленной статистики. Призывал анализировать совместно экономический фактор (стоимость) и качество. Оба фактора Тагути связывал общей характеристикой под названием «функция потерь». Тагути акцентировал внимание на этапах, предшествующих проектированию изделия потому, что придавал большое значение экономическим факторам снижения издержек или повышения надёжности и долговечности. Исследования Тагути оказались востребованы при становлении концепции шесть сигма. В США его методы стали известны в 1983 благодаря управленцам и инженерам из американской компании Ford Motor Company. С 1980-х годов его методами заинтересовались Bell Labs, Boeing, Xerox и ITT Corporation. Сегодня наследие Тагути распространяется такими структурами, как «Американский институт поставщиков» (ASI, American Supplier Institute).